# Tổng công ty Đường sắt Sân bay Korail
Tổng công ty Đường sắt Sân bay Korail được thành lập vào năm 2001 để quản lý tàu tuyến AREX.

## Liên kết
- Trang chủ Tổng công ty Đường sắt Sân bay Korail Lưu trữ ngày 16 tháng 2 năm 2012 tại Wayback Machine